# Béla Sipos

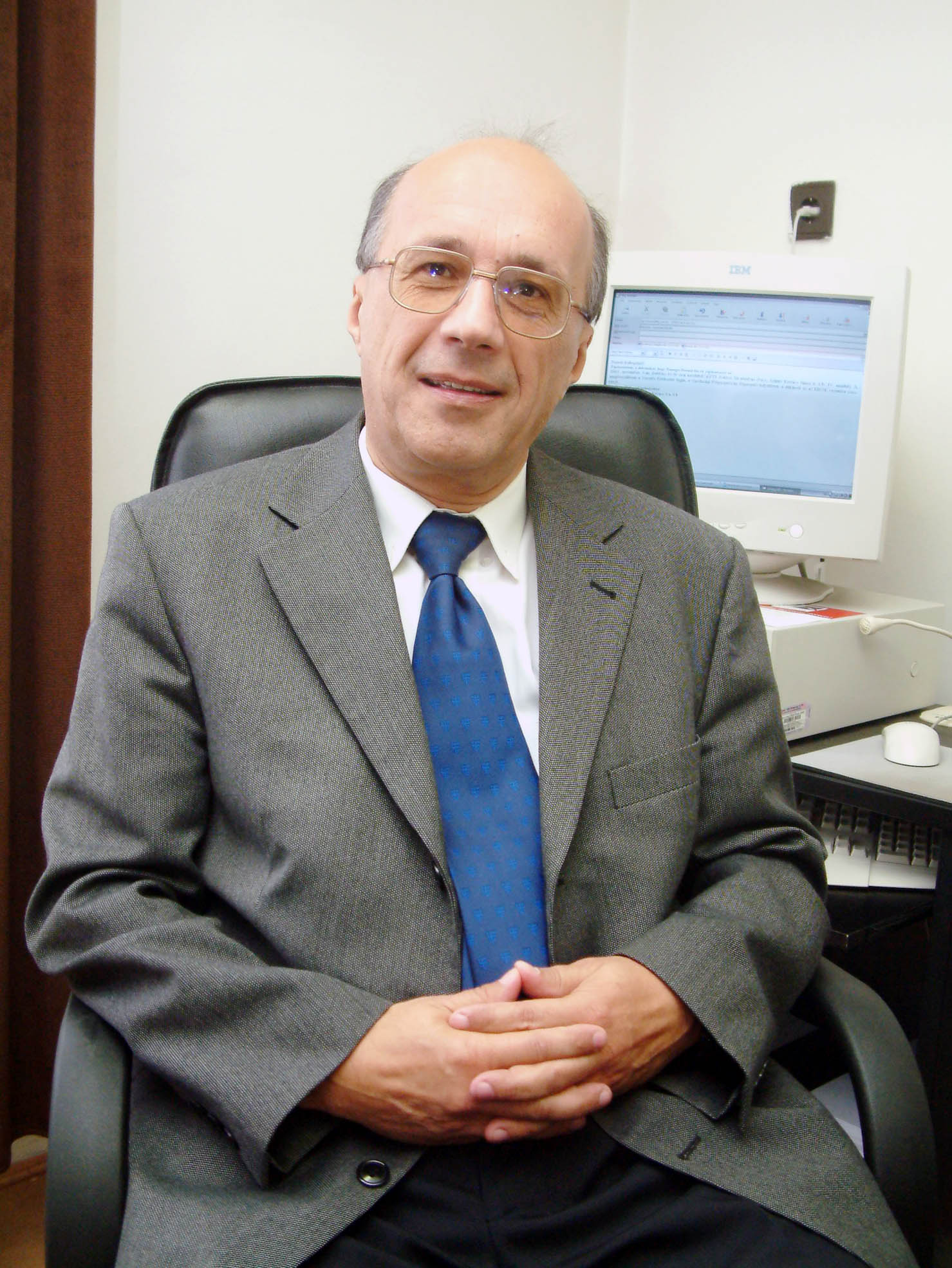
Béla Sipos (2002)

Béla Sipos (* 7. April 1945 in Sopron) ist ein ungarischer Ökonom, Statistiker und emeritierter Universitätsprofessor.

## Werdegang
Sipos ist der Sohn von Béla Sipos sen. und Dóra Szakács und hat zwei Schwestern. Die Familie übersiedelte 1944 von Siebenbürgen nach Ungarn, wo Sipos in Budapest aufwuchs. 1967 machte er an der Karl-Marx-Universität einen Studienabschluss in Wirtschaftswissenschaften. Von 1967 bis 1968 war er Auszubildender Wirtschaftswissenschaftler bei den Ungarischen Optischen Werken in Budapest.
Sein Forschungsgebiet ist seit 1968 die Prognostik. Von 1968 bis 1970 folgte eine Tätigkeit als Wissenschaftlicher Mitarbeiter am Institut für industrielle Unternehmensorganisation und Informatik (Abteilung für industrielle Unternehmensorganisation) der Karl-Marx-Universität. 1971 war er Lehrbeauftragter der Externen Abteilung der Karl-Marx-Universität in Pécs (Abteilungsleiter Zoltán Komjáti).
1975 arbeitete er als Assistant Professor an der Fakultät für Wirtschaftswissenschaften der Universität Pécs. Im Jahr 1981 war er an dieser Universität Dozent an der Fakultät für Wirtschaftswissenschaften. Den Abschluss als Kandidat der Wirtschaftswissenschaften an der Ungarischen Akademie der Wissenschaften (MTA) absolvierte er im Jahr 1980 und wurde dort 1988 zum Doktor der Wirtschaftswissenschaften promoviert (Ökonometrie)
1989 war er Universitätsprofessor an der Fakultät für Wirtschaftswissenschaften der Janus Pannonius Universität und von 1997 bis 2007 Prorektor der Universität Pécs. Schwerpunkte seiner Lehrtätigkeit waren u. a. Unternehmensorganisation und -Planung, Unternehmensprognose und -Planung, Ökonometrie und Prognostik.
Er ist Autor zahlreicher wissenschaftlicher Publikationen, hielt Vorträge auf zahlreichen internationalen Konferenzen und absolvierte Studienbesuche in 22 Ländern. So arbeitete er zum Beispiel zwischen 1991 und 1996 sechs Monate als British Council Fellow an der Middlesex Business School in London.
Sipos ist mit der Statistikerin Katalin Rédey verheiratet. Das Paar hat zwei Söhne.

## Preise
- Preisgekrönte Studien: Károly Borli, Sipos Béla: A fizikai dolgozók szakképzettségének és bérének prognosztizálása. (Vorhersage der Fähigkeiten und Löhne von Arbeitern) Ipari és Építőipari Statisztikai Értesítő (Bulletin für Industrie- und Baustatistik) 1978. 1–2. sz. 21–28.[5]  Borli Károly-Sipos Béla: A nem fizikai foglalkozásúak létszámának alakulása és prognosztizálása az iparvállalatoknál (Entwicklung und Prognose der Zahl der Nichtarbeiter in Industrieunternehmen). Ipari és Építőipari Statisztikai Értesítő (Bulletin für Industrie- und Baustatistik) 1978. 5. sz. 158–165.[6]
- Katalin Rédey, Béla Sipos: Produktionsfunktionen in einigen Sektoren der ungarischen Industrie wurde mit dem Excellence Award der Statistical Review (Elek Fényes Award) ausgezeichnet. Statisztikai Szemle (Statistical Review), Nr. 7, 1980 692–708. c. ihr Papier.
- 1998–2002: Széchenyi Professor Stipendium
- 2000: Goldmedaille des Präsidenten der Ungarischen Republik

## Weitere Tätigkeiten und Mitgliedschaften
- Mitglied des Future Research Committee der Ungarischen Akademie der Wissenschaften, 1980–2009; Stellvertretender Vorsitzender 1990–1999
- Mitglied der EURO-Arbeitsgruppe, einem Finanzmodellierungsunternehmen, 1985–2002
- Leiter wissenschaftlicher OTKA-Forschungsprojekte, 1985–2007
- Mitglied der Redaktion der Statistical Review (Statisztikai Szemle), 1990–2016
- Vizepräsident des Nationalen Statistikamtes des Statistischen Zentralamtes Ungarn, 2000–2006

## Veröffentlichungen (Auswahl)
- Empirical Research and Forecasting Based on Hungarian and World Economic Data Series; Chapter 10. 119–126. In: The Long-Wave Debate. Selected Papers; Weimar, GDR. Springer-Verlag, 1985.[7]
- Prognostification and Empiric Research of Kondratiew Cycles. Studia Oeconomica Auctoritate Universitatis Pécs Publicata. Pécs. 22. p., 1987
- mit Tibor Kiss: Extrapolation Economic Indicators with REGAL, Expert System for Multiple Regression Analysis. In: Euro, Working Group On Financial Modelling (ed.) The Newsletter of the EURO Working Group on Financial Modelling Newsflow. Bergamo, Italien : University of Bergamo, 7–8., 2 p. 1995
- Empirical research of long-term cycle. Statisztikai Szemle 75: 1. pp. 119–128., Bp., 1997
- mit Tibor Kiss: REGAL. Expert system for multiple linear regression analysis. Statisztikai Szemle 76 : suppl. pp. 35–49. Bp., 1998.[8]
- mit Tibor Kiss: ExpS for Windows, a software application. Statisztikai Szemle 78 : suppl. pp. 146–164., 2000.[9]
- The Long term Cycles of Economic Life in Hungary and in the World Economy in.: Part I. Innovation in Hungary. Innovation, Entrepreneurship, Regions and Economic Development: International Experiences and Hungarian Challenges. Ed.: Varga Attila and László Szerb; PTE., 2002
- Analysis of long-term tendencies in the world economy and Hungary. Statisztikai Szemle 80: suppl. pp. 86–102. 200
- mit Dániel Kehl: Secular Trends and Long Cycles in the US Economy. Development and Finance 5: 4 pp. 3–12. 2007.[10]
- mit Dániel Kehl: Potential Impacts of Changes in per Capita GDP. Development and Finance 7: 4 pp. 43–52. 2009.[11]